# Nematocampa brunneolineata
Nematocampa brunneolineata là một loài bướm đêm trong họ Geometridae.